# Ctenochromis pectoralis
Ctenochromis pectoralis är en fiskart som beskrevs av Pfeffer, 1893. Ctenochromis pectoralis ingår i släktet Ctenochromis och familjen Cichlidae. IUCN kategoriserar arten globalt som utdöd. Inga underarter finns listade i Catalogue of Life.